# Regierungskrise in der Elfenbeinküste 2010/2011
Bei der Regierungskrise in der Elfenbeinküste 2010/2011 handelte es sich um die Auseinandersetzungen rund um das Ergebnis der zweiten Runde der Präsidentschaftswahl 2010, die Ende November 2010 stattfand. Der Amtsinhaber Laurent Gbagbo und der Herausforderer Alassane Ouattara beanspruchten beide den Sieg für sich. Während der UNO-Sicherheitsrat, die Europäische Union und die Afrikanische Union Ouattara als legitimen Präsidenten anerkannten, weigerte sich Gbagbo abzutreten. Verschärfend wirkten latente Spannungen zwischen den von Ouattara repräsentierten Zuwanderern aus den Nachbarstaaten und der einheimischen Bevölkerung.

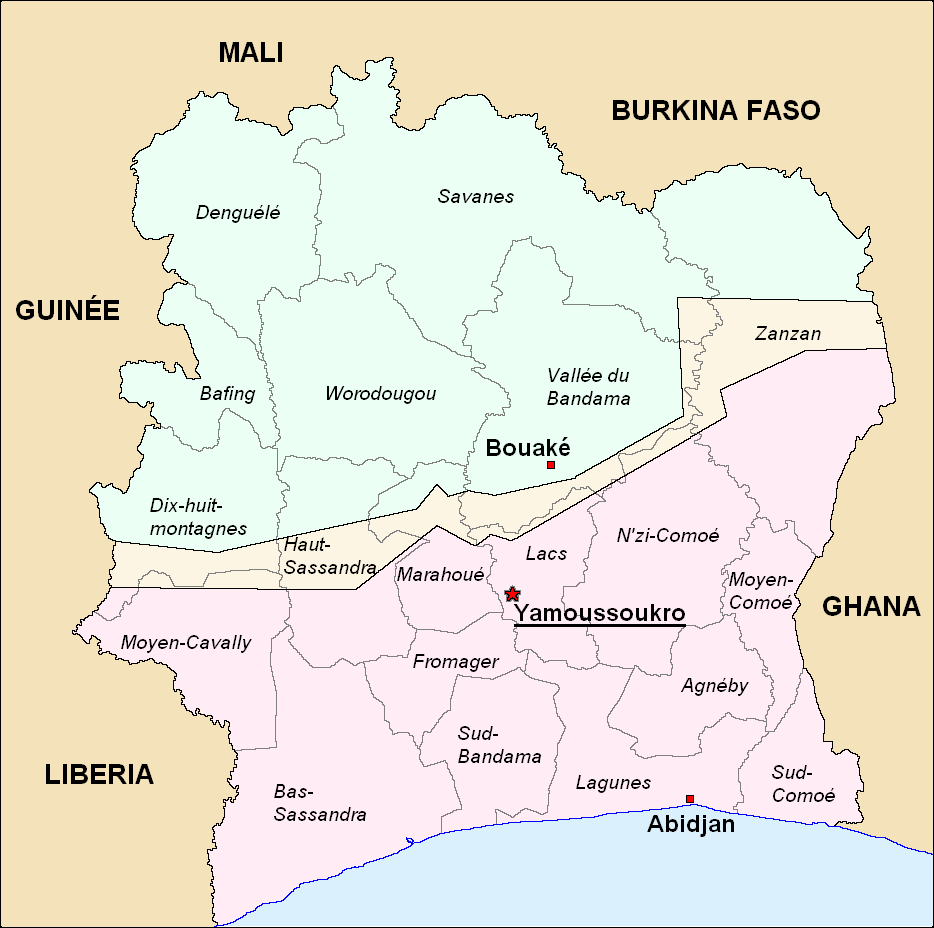
Die Teilung der Elfenbeinküste vor der Regierungskrise: grün die von den Rebellen der Forces Nouvelles, rot die von der Regierung kontrollierten Gebiete, gelb die Pufferzone

Es kam deshalb zu Auseinandersetzungen zwischen beiden Lagern, die durch Einschreiten der westlichen Staaten zugunsten Ouattaras beendet wurden. Der Internationale Strafgerichtshof (IStGH) geht von mehr als 3.000 Personen aus, die durch die Krise ihr Leben verloren. Außerdem gab es bis zu einer Million Flüchtlinge. Die Flüchtlinge bewegten sich vor allem innerhalb der Elfenbeinküste, daneben waren Ghana und Liberia die Hauptziele der Flüchtenden.

## Hintergrund

### Teilung und Bürgerkrieg
Die Wahlen wurden in einem geteilten Land durchgeführt. Rebellen hielten den Nordteil und Regierungstruppen den Südteil der Elfenbeinküste. Die Teilung des Landes war das Ergebnis des zwischen 2002 und 2007 herrschenden Bürgerkrieges, zu dessen Vorgeschichte wiederum der Ausschluss von Kandidaten und Wählern mit Migrationshintergrund aus den nördlichen Nachbarstaaten der Elfenbeinküste u. a. bei den Präsidentschaftswahlen in der Elfenbeinküste 1995 und 2000 gehörte.

### Wahl
Die Präsidentschaftswahlen fanden am 31. Oktober 2010 und am 28. November 2010 statt. Infolge des ivorischen Bürgerkrieges waren die ursprünglich für 2005 vorgesehenen Wahlen mehrfach verschoben worden. Amtsinhaber Laurent Gbagbo gewann die erste Runde der Wahlen vor seinem wichtigsten Herausforderer Alassane Ouattara.

## Verlauf

### Zwei Staatspräsidenten
Zwei Tage nach der Stichwahl traten die ersten Differenzen bezüglich des Endergebnisses offen zutage. Ein Anhänger von Laurent Gbagbo verhinderte vor laufenden Fernsehkameras gewaltsam die Bekanntgabe durch die Unabhängige Wahlkommission. In der Folge verstrich der verfassungsgemäß letztmögliche Termin zur Verlautbarung der Wahlergebnisse. Der als nächste Instanz vorgesehene Verfassungsrat erklärte daraufhin Gbagbo zum Sieger, während die Wahlkommission verspätet Alassane Ouattara die Präsidentschaft zusprach. Die für die Verifizierung der Wahl in letzter Instanz zuständige Opération des Nations Unies en Côte d’Ivoire (ONUCI, auf Deutsch Operation der Vereinten Nationen in Côte d’Ivoire [= Elfenbeinküste] oder UNOCI) erklärte wiederum Ouattara zum Sieger. Beide Parteien konnten sich nicht einigen, und so ließen sich sowohl Gbagbo als auch Ouattara in kurzer Folge zum ivorischen Präsidenten vereidigen und installierten jeweils eine eigene Regierung. Gbagbo ernannte die Regierung N’Gbo Aké mit Gilbert Marie N’gbo Aké als Premierminister und Ouattara ermächtigte Guillaume Soro zur Bildung der Regierung Soro III.
Verschiedene internationale Organisationen wie der Internationale Währungsfonds (IWF), die Westafrikanische Wirtschaftsgemeinschaft (ECOWAS) und die Afrikanische Union (AU) positionierten sich bald deutlich auf Seiten Ouattaras. Die Europäische Union (EU) beschloss auf einer Außenministerkonferenz Sanktionen, die aber vorerst nicht in Kraft gesetzt wurden. Der UN-Sicherheitsrat agierte in der ersten Zeit noch vorsichtiger. Verschiedene Staaten warnten ihre Staatsbürger vor Reisen in die Elfenbeinküste.
Schon vom Tag der Stichwahl an galt eine von Gbagbo ausgerufene Ausgangssperre, die regelmäßig verlängert wurde. Außerdem schränkte er nach der Entscheidung des Verfassungsrates die Pressefreiheit ein und wies die Armee an, die Grenzen zu schließen. In der Folge fanden zahlreiche gewaltsame Auseinandersetzungen zwischen den beiden Parteien statt, die viele Opfer forderten und das öffentliche Leben stark einschränkten. Das Hohe Flüchtlingskommissariat der Vereinten Nationen (UNHCR) berichtete von ersten Massenfluchtbewegungen in Richtung Liberia und Guinea.

### Kämpfe und Beendigung des Konflikts
Nachdem die internationale Gemeinschaft aktiv wurde, kam es zur Abkoppelung der Elfenbeinküste von der Weltwirtschaft. Nach dem Wiederaufflammen des Bürgerkrieges fanden die Kämpfe zunächst hauptsächlich entlang der Waffenstillstandslinie entsprechend dem Vertrag von Ouagadougou und in Teilen der früheren Hauptstadt Abidjan statt. Besonders der Stadtteil Abobo befand sich im Zentrum der Auseinandersetzungen, da er als einziger Stadtteil Abidjans über eine politische Mehrheit für Ouattara verfügte. Der Konflikt nahm an Intensität zu, bis die Verhältnisse Ende Februar zu bürgerkriegsähnlichen Zuständen eskalierten.
Auf Seiten von Ouattara kämpften die Forces Nouvelles de Côte d’Ivoire (FN), die seit Ende des Bürgerkriegs 2005–2007 den Norden des Landes kontrollierten. Am 17. März gründete Ouattara die Forces républicaines de Côte d’Ivoire (FRCI), die hauptsächlich aus den Forces Nouvelles bestanden und die neuen Streitkräfte der Elfenbeinküste werden sollten. Die ursprünglichen Streitkräfte (FDS), insbesondere die Eliteeinheit Republikanische Garde, unterstützten hingegen Gbagbo, der seine Machtbasis im Süden des Landes hatte. Außerdem kämpfte die Jugendorganisation Jeunes Patriotes (COJEP) auf Gbagbos Seite. Es kam im März zur Intensivierung der Offensive der Forces républicaines de Côte d’Ivoire  und zur Einnahme von Duékoué.
Auf dem Gebiet der Elfenbeinküste befanden sich Soldaten der UNO im Rahmen der Opération des Nations Unies en Côte d’Ivoire (ONUCI) und französische Elitekräfte der Opération Licorne. Diese unterstützten Ouattara bei verschiedenen Gelegenheiten. So bewachten sie das Hotel du Golf, in dem er sich seit Beginn der Krise aufhielt. Vor allem im späteren Verlauf griffen sie auch direkt in die Kämpfe ein.
Ende März startete die FRCI eine von Massakern begleitete Blitzoffensive, die schnell erfolgreich war und Anfang April in die Einnahme großer Teile Abidjans mündete. Gbagbo selbst verschanzte sich mit hundert bis zweihundert seiner Getreuen in dem von der FRCI belagerten Bunker der Präsidentenresidenz, und auch andere seiner verbliebenen Truppenteile leisteten im Zentrum der Metropole massiven Widerstand. Es folgten intensive Kämpfe, bei denen alle Seiten schwere Waffen im Stadtgebiet einsetzten. Die ONUCI und Einheiten der französischen Streitkräfte griffen entscheidend auf Seiten Ouattaras ein, was schließlich am 11. April zur Festnahme Gbagbos führte. Dieser wurde am 30. November an den Internationalen Strafgerichtshof (IStGH) überstellt. Gbagbos Lager löste sich auf.
Die erste Wahl nach der Krise fand am 11. Dezember 2011 statt und verlief friedlich.